# Gwarek wielki
Gwarek wielki (Gracula religiosa robusta) – podgatunek gwarka czczonego, średniej wielkości ptaka z rodziny szpakowatych (Sturnidae), występujący endemicznie na wyspach Banyak i Nias, położonych u zachodnich wybrzeży Sumatry. Jest krytycznie zagrożony wyginięciem.

## Taksonomia
Takson o niepewnej pozycji taksonomicznej, traktowany przez niektóre ujęcia systematyczne jako odrębny gatunek.

## Charakterystyka
Wygląd zewnętrznyMa lśniące, fioletowo-czarne upierzenie, białe plamy na skrzydłach, pomarańczowo-żółte wyrostki skórne na szyi oraz żółte nogi.
Rozmiarydługość ciała ok. 30–36 cm.

## Pożywienie
Wszystkożerny. Żywi się owocami, nektarem kwiatowym oraz owadami.

## Status
Ptak ceniony ze względu na swą wielkość i głośny śpiew, co było przyczyną jego nielegalnego odłowu ze stanu naturalnego oraz gwałtownego spadku liczebności dziko żyjącej populacji. Międzynarodowa Unia Ochrony Przyrody (IUCN) od 2016 roku uznaje gwarka wielkiego za odrębny gatunek i zalicza go do kategorii CR (Critically Endangered – krytycznie zagrożony). Liczebność populacji w 2020 roku szacowano na 160–265 dorosłych osobników.